# Stagmatoptera supplicaria
Stagmatoptera supplicaria är en bönsyrseart som beskrevs av Hermann Burmeister 1838. Stagmatoptera supplicaria ingår i släktet Stagmatoptera och familjen Mantidae. Inga underarter finns listade i Catalogue of Life.

## Bildgalleri

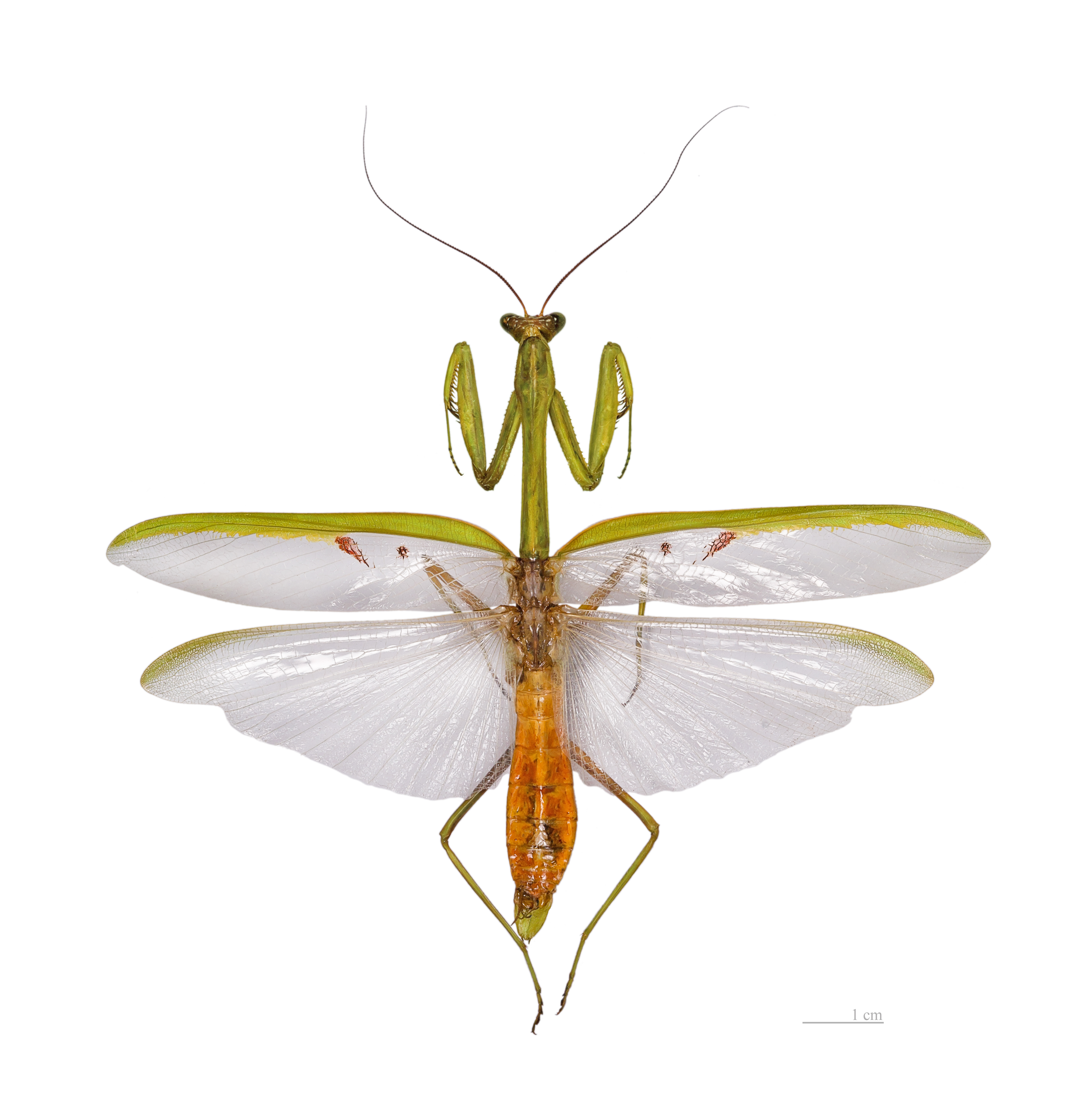
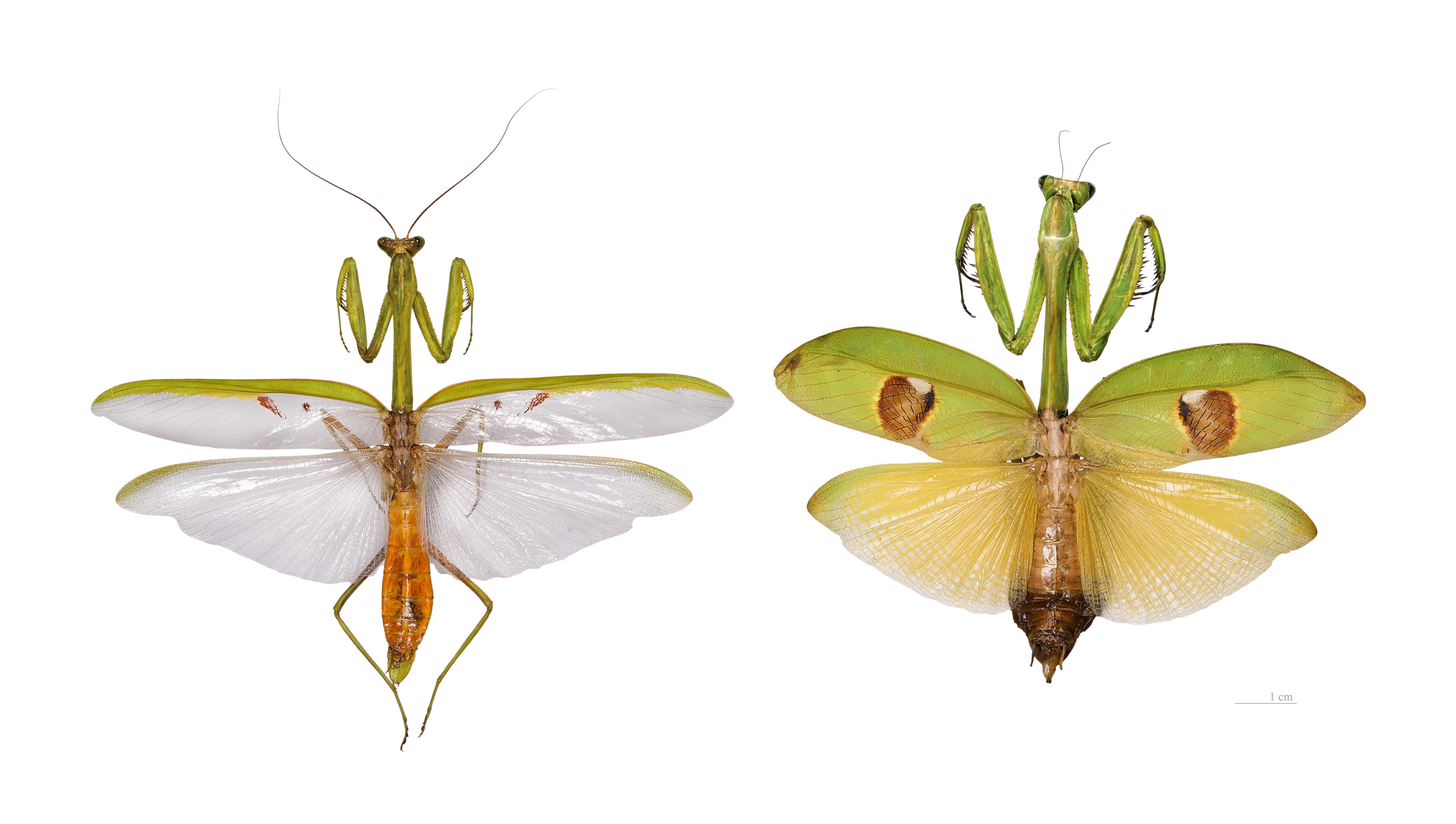
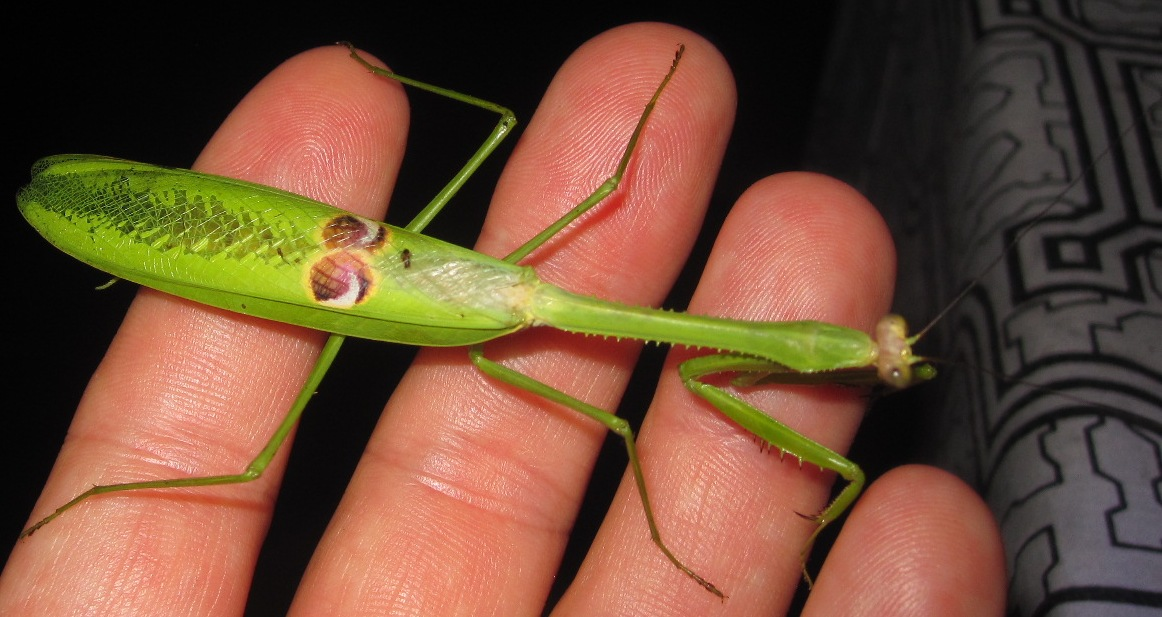
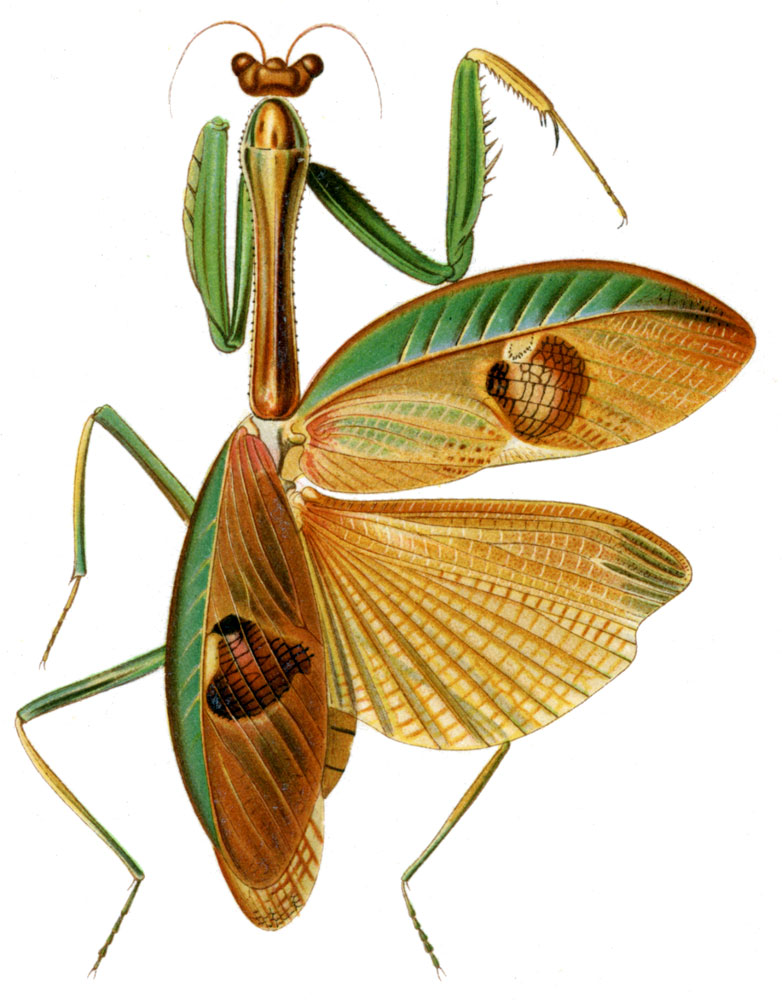